# Limonium
Genre
Classification phylogénétique
Limonium, dit aussi statice, est un genre de plantes de la famille des Plumbaginaceae (Plombaginacées). C'est une plante qui donne du dynamisme et de l'architecture à un bouquet. Ces fleurs sont connues pour leur capacité à sécher en gardant leur couleurs.
Ce genre est délicat à déterminer et en constante révision depuis de nombreuses années. Il est utile de se référer aux derniers articles et mises à jour.

## Description
La floraison est de juin à octobre. Les pétales sont relativement transparents

## Utilisation
Cette plante peut donner du dynamisme et de l'architecture à un bouquet. Elle peut être mise à sécher aussi, en gardant ses couleurs.

## Liste d'espèces
- Limonium arborescens (Brouss.) Kuntze
- Limonium companyonis - (Corse)
- Limonium diffusum - Statice diffus - (Espagne, Languedoc)
- Limonium leptostachyum (Boiss.) Kuntz

Selon Catalogue of Life (17 janvier 2018) :
- Limonium acuminatum L. Bolus
- Limonium acutifolium (Rchb.) Salmon
- Limonium adilguneri Yild. & Dogru-Koca
- Limonium aegaeum Erben & Brullo
- Limonium aegusae Brullo
- Limonium afghanicum M. Erben & D. Podlech
- Limonium afrum (Pignatti) Domina
- Limonium albidum (Guss.) Pignatti
- Limonium albomarginatum Brullo
- Limonium albuferae P.P.Ferrer, R.Roselló, M.Rosato, Rosselló & E.Laguna
- Limonium album (Coincy) Sennen
- Limonium alcudianum M. Erben
- Limonium algarvense Erben[5] - Endémique à l'Algarve.
- Limonium algusae (Brullo) Greuter
- Limonium alicunense F. Gomez Garcia
- Limonium alleizettei (Pau) S. Brullo & M. Erben
- Limonium alutaceum (Stev.) O. Kuntze
- Limonium ammophilon (Papatsou & Phitos) Domina
- Limonium amopicum Erben & Brullo
- Limonium ampuriense Arrigoni & Diana-Corrias
- Limonium amynclaeum S. Pignatti
- Limonium anatolicum Hedge
- Limonium angustebracteatum Erben
- Limonium anthericoides (Schlechter) R. A. Dyer
- Limonium antipaxorum Artelari
- Limonium antonii-llorensii L. Llorens
- Limonium aphroditae R. Artelari & O. Georgiou
- Limonium apulum Brullo
- Limonium aragonense (Debeaux) Font Quer
- Limonium arboreum (Willd.) Erben, A.Santos & Reyes-Bet.
- Limonium archeothirae Erben & Brullo
- Limonium arcuatum Artelari
- Limonium arenosum M. Erben
- Limonium articulatum (Loisel.) O. Kuntze - (Corse)
- Limonium artruchium M. Erben
- Limonium asparagoides (Batt.) Maire
- Limonium asperrimum Maire
- Limonium asterotrichum (Salmon) Salmon
- Limonium astypalaeanum Erben & Brullo
- Limonium athinense Erben & Brullo
- Limonium atticum Erben & Brullo
- Limonium aucheri (Girard) W. Greuter & Burdet
- Limonium aureum (L.) Hill
- Limonium auriculiursifolium (Pourret) Druce
- Limonium australe (R. Br.) Kuntze
- Limonium avei (De Not.) Brullo & Erben
- Limonium axillare (Forsk.) O. Kuntze
- Limonium bahamense Britton
- Limonium balearicum (Pignatti) Brullo
- Limonium barceloi L. Gil & L. Llorens
- Limonium battandieri Greuter & Burdet
- Limonium baudinii I.A. Lincz.
- Limonium bellidifolium (Gouan) Dumort.
- Limonium benmageci Marrero Rodr.
- Limonium bianorii (Sennen & Pau) M. Erben
- Limonium bicolor (Bunge) Kuntze
- Limonium biflorum (Pignatti) Pignatti
- Limonium billardieri (Girard) Kuntze
- Limonium binervosum (G. E. Sm.) Salmon - Statice de l'ouest
- Limonium bocconei (Lojac.) Litard.
- Limonium boirae L. Llorens & J. Tébar
- Limonium boitardii Maire
- Limonium bollei (Webb ex Wangerin) Erben
- Limonium bolosii L. Gil & L. Llorens
- Limonium bonafei M. Erben
- Limonium bonifaciense P.V. Arrigoni & S. Diana - (Corse)
- Limonium bonnetii (Sennen) M. Erben
- Limonium bosanum Arrigoni & Diana-Corrias
- Limonium bourgeaui (Webb) O. Kuntze - (Îles Canaries)
- Limonium brasiliense (Boiss.) O. Kuntze
- Limonium brassicifolium (Webb & Berth.) O. Kuntze
- Limonium braunii (Bolle) A. Cheval.
- Limonium brevipetiolatum R. Artelari & M. Erben
- Limonium britannicum M.J. Ingrouille
- Limonium brunneri (Webb. ex Boiss.) Kuntze
- Limonium brusnicense (Trinajstic) Bogdanovic & Brullo
- Limonium brutium S. Brullo
- Limonium bulgaricum M. Janchev
- Limonium bungei (Claus) Gamajun.
- Limonium busianum Bogdanovic & Brullo
- Limonium byzacium S. Brullo & M. Erben
- Limonium caesium (Girard) O. Kuntze
- Limonium calabrum Brullo
- Limonium calanchicola Erben
- Limonium calcarae (Janka) Pignatti
- Limonium californicum (Boiss.) Heller
- Limonium callianthum (Z.X. Peng) Kamelin
- Limonium calliopsium Alf.Mayer
- Limonium camposanum M. Erben
- Limonium cancellatum (Bertol.) O. Kuntze
- Limonium capitis-eliae Erben
- Limonium capitis-marci P.V. Arrigoni & S. Diana
- Limonium caprariae M. Rizzotto
- Limonium caprariense (Font Quer & Marcos) Pignatti
- Limonium carisae Erben
- Limonium carnosum (Boiss.) O. Kuntze
- Limonium carolinianum (Walt.) Britt. Limonium de Caroline - (Canada et Bermudes)
- Limonium carpathum (Rech. fil.) Rech. fil.
- Limonium carpetanicum Erben
- Limonium carregadorense M. Erben
- Limonium carthaginense (Rouy) C. E. Hubbard & Sandwith
- Limonium carvalhoi J.A. Rossello & L. Sáez
- Limonium castellonense Erben
- Limonium catalaunicum (Willk. & Costa) Pignatti
- Limonium catanense (Tineo ex Lojac.) Brullo
- Limonium catanzaroi Brullo
- Limonium cavanillesii Erben
- Limonium cazzae Bogdanovic & Brullo
- Limonium cedrorum Domina & Raimondo
- Limonium cephalonicum P. Artelari
- Limonium cercinense S. Brullo & M. Erben
- Limonium chazaliei (Boissieu) Maire
- Limonium chersonesum Erben & Brullo
- Limonium chodshamumynense I.A. Lincz. & A.P. Chukavina
- Limonium chrisianum Brullo & Guarino
- Limonium chrysocomum (Kar. & Kir.) Kuntze
- Limonium chrysopotamicum Maire
- Limonium circaei Pignatti
- Limonium clupeanum S. Brullo & M. Erben
- Limonium cofrentanum M. Erben
- Limonium coincyi Sennen
- Limonium comosum Erben
- Limonium compactum Erben & Brullo
- Limonium companyonis (Gren. & Billot) Kuntze
- Limonium confertum S. Brullo & M. Erben
- Limonium confusum (Godron & Gren.) Fourr.
- Limonium congestum (Ledeb.) Kuntze
- Limonium connivens M. Erben
- Limonium contortirameum (Mabille) M. Erben
- Limonium contractum Erben & Brullo
- Limonium cophanense C.Brullo, Brullo, Cambria, Giusso & Ilardi
- Limonium coralloides (Tausch) Lincz.
- Limonium cordatum (L.) Miller
- Limonium cordovillense G. Stübing & S. Cirujano
- Limonium corinthiacum (Boiss. & Heldr.) O. Kuntze
- Limonium cornarianum Z. Kypriotakis & R. Artelari
- Limonium cornusianum Arrigoni & Diana-Corrias
- Limonium coronense P. Artelari
- Limonium corsicum M. Erben - (Corse)
- Limonium cossonianum O. Kuntze
- Limonium costae (Willk.) Pignatti
- Limonium cosyrense (Guss.) O. Kuntze
- Limonium crateriforme Erben & Brullo
- Limonium cretaceum Cherkasova
- Limonium creticum R. Artelari
- Limonium cumanum (Ten.) O. Kuntze
- Limonium cunicularium P.V. Arrigoni & S. Diana
- Limonium cuspidatum (Billot) Erben - (Statice de Provence)
- Limonium cylindrifolium (Forsk.) Verdc. ex Cufod.
- Limonium cymuliferum (Boiss.) Sauvage & Vindt
- Limonium cyprium (Meikle) Hand & Buttler
- Limonium cyrenaicum (Rouy) Brullo
- Limonium cyrtostachyum (Girard) Brullo
- Limonium cythereum R. Artelari & O. Georgiou
- Limonium damboldtianum D. Phitos & R. Artelari
- Limonium danubiale Klokov
- Limonium daveaui Erben
- Limonium decumbens (Boiss.) Kuntze
- Limonium delicatulum (Girard) O. Kuntze
- Limonium dendroides Svent. - (Îles Canaries)
- Limonium densiflorum (Guss.) O. Kuntze
- Limonium densissimum (Pignatti) Pignatti
- Limonium depauperatum (Boiss.) R. A. Dyer
- Limonium dianiae (Pau) A. Barber i Valles, M.B. Crespo & M.D. Lledo
- Limonium dianium Pignatti
- Limonium dichotomum (Cav.) O. Kuntze
- Limonium dichroanthum (Rupr.) Ikonn.-Gal. ex Lincz.
- Limonium dielsianum (Wangerin) Kamelin
- Limonium diomedeum S. Brullo
- Limonium dissitiflorum (Boiss.) M. Kerguélen
- Limonium divaricatum (Rouy) Brullo
- Limonium dodartiforme M.J. Ingrouille
- Limonium dodartii (Girard) O. Kuntze 1891, Statice de Dodart (France)
- Limonium doerfleri (Halácsy) Rech. fil.
- Limonium dolcheri Pignatti
- Limonium dolihiense Erben & Brullo
- Limonium donetzicum Klokov
- Limonium doriae (Sommier) Pignatti
- Limonium dragonericum M. Erben
- Limonium dubium (Andrz. ex Guss.) Litard.
- Limonium dubyi (Godron & Gren.) O. Kuntze
- Limonium dufourii (Girard) O. Kuntze
- Limonium duriaei (Girard) O. Kuntze
- Limonium duriusculum (Girard) Fourr.1869, Étang de l'Estomac - (Bouches-du-Rhône)
- Limonium dyeri Lincz.
- Limonium echioides (L.) Miller
- Limonium effusum (Boiss.) O. Kuntze
- Limonium ejulabilis J.A. Rosselló, M. Mus & J.X. Soler
- Limonium elaphonisicum A. Mayer
- Limonium elfahsianum Brullo & Giusso
- Limonium emarginatum (Willd.) O. Kuntze
- Limonium endlichianum (Wangerin) Blake
- Limonium equisetinum (Boiss.) R. A. Dyer
- Limonium erectum M. Erben
- Limonium estevei Fernández Casas
- Limonium etruscum P.V. Arrigoni & M. Rizzotto
- Limonium eugeniae Sennen
- Limonium failachicum Erben & Mucina
- Limonium fallax (Wangerin) Maire
- Limonium ferganense Ikonn.-Gal.
- Limonium fesianum Erben
- Limonium fischeri (Trautv.) Lincz.
- Limonium flagellare (Lojac.) Brullo
- Limonium flexuosum (L.) Kuntze
- Limonium florentinum P.V. Arrigoni & S. Diana - (Corse)
- Limonium fontqueri (Pau) L. Llorens
- Limonium formosum Bartolo, Brullo & Giusso
- Limonium fradinianum (Pomel) Erben
- Limonium fragile Erben & Brullo
- Limonium franchetii (Debeaux) Kuntze
- Limonium frederici (W. Barbey) Rech. fil.
- Limonium frutescens (Lem.) Erben, A.Santos & Reyes-Bet.
- Limonium furfuraceum (Lag.) O. Kuntze
- Limonium furnarii Brullo
- Limonium gabrieli (Bornm.) Rech. fil.
- Limonium galilaeum Domina, Danin & Raimondo
- Limonium gallicum (Pignatti) Domina
- Limonium gallurense Arrigoni & Diana-Corrias
- Limonium gerberi A. Soldano
- Limonium geronense Erben
- Limonium gibertii (Sennen) Sennen
- Limonium ginzbergeri Bogdanovic & Brullo
- Limonium girardianum (Guss.) Fourr. 1869 Étang de l'Estomac - (Bouches-du-Rhône)
- Limonium globuliferum (Boiss. & Heldr.) O. Kuntze
- Limonium glomeratum (Tausch) Erben
- Limonium gmelinii (Willd.) Kuntze
- Limonium gobicum Ikonn.-Gal.
- Limonium gorgonae Pignatti
- Limonium gougetianum (Girard) O. Kuntze
- Limonium grabusae Erben & Brullo
- Limonium graecum (Poir.) Rech. fil.
- Limonium greuteri Erben
- Limonium grosii L. Llorens
- Limonium grubovii Lincz.
- Limonium guaicuru (Molina) Kuntze
- Limonium gueneri Dogan, H.Duman & Akaydin
- Limonium guigliae Raimondo & Domina
- Limonium gummiferum (Boiss. & Reuter) O. Kuntze
- Limonium gussonei (Tineo ex Lojac.) Giardina & Raimondo
- Limonium gymnesicum M. Erben
- Limonium halophilum Pignatti
- Limonium helenae Erben & Brullo
- Limonium heraionense Erben & Brullo
- Limonium hermaeum (Pignatti) Pignatti
- Limonium heterospicatum M. Erben
- Limonium hibericum Erben
- Limonium hierapetrae Rech. fil.
- Limonium himariense F.K.Mey.
- Limonium hipponense S. Brullo & M. Erben
- Limonium hirsuticalyx Pignatti
- Limonium hoeltzeri (Regel) Ikonn.-Gal.
- Limonium humile Miller
- Limonium hungaricum Klokov
- Limonium hyblaeum Brullo
- Limonium hypanicum Klokov
- Limonium iconicum (Boiss. & Heldr.) O. Kuntze
- Limonium ikaricum Erben & Brullo
- Limonium ilvae Pignatti
- Limonium imbricatum (Webb ex Girard) Hubbard ex L. H. Bailey
- Limonium inarimense (Guss.) Pignatti
- Limonium inexpectans L. Sáez & J.A. Rosselló
- Limonium insigne (Coss.) O. Kuntze
- Limonium insulare (Bég. & Landi) P.V. Arrigoni & S. Diana
- Limonium interjectum J.X. Soler & J.A. Rosselló
- Limonium intermedium (Guss.) Brullo
- Limonium intricatum S. Brullo & M. Erben
- Limonium ionicum Brullo
- Limonium iranicum (Bornm.) Lincz.
- Limonium irtaensis P.P.Ferrer, A.Navarro, P.Pérez, Roselló, Rosselló, M.Rosato & E.Laguna
- Limonium isidorum Erben & Brullo
- Limonium issaeum Bogdanovic & Brullo
- Limonium istriacum Bogdanovic & Brullo
- Limonium ithacense P. Artelari
- Limonium jankae (Lojac.) Giardina & Raimondo
- Limonium japygicum (Groves) Pignatti
- Limonium johannis Pignatti
- Limonium jovi-barba (Webb) O. Kuntze
- Limonium kairouanum S. Brullo & M. Erben
- Limonium kardamylii R. Artelari & G. Kamari
- Limonium kaschgaricum (Rupr.) Ikonn.-Gal.
- Limonium kimmericum (Lipsky) Klokov
- Limonium kirikosicum Erben & Brullo
- Limonium klementzii Ikonn.-Gal.
- Limonium kobstanicum Tzvel.
- Limonium komarovii Ikonn.-Gal. ex I.A. Lincz. & A.P. Chukavina
- Limonium korakonisicum R.Artelari & Valli
- Limonium korbousense S. Brullo & M. Erben
- Limonium kraussianum (Buchinger ex Boiss.) Kuntze
- Limonium lacertosum S. Brullo & M. Erben
- Limonium lacinium P.V. Arrigoni
- Limonium lacostei (Danguy) Kamelin
- Limonium laetum (Nym.) Pignatti
- Limonium lagostanum Bogdanovic & Brullo
- Limonium lambinonii Erben
- Limonium lanceolatum (Hoffmanns. & Link) Franco
- Limonium latebracteatum Erben
- Limonium lausianum Pignatti
- Limonium laxiusculum Franco
- Limonium legrandii (Gaut. & Timb.-Lagr.) Erben
- Limonium leonardi-ilorensii L. Sáez, A.C. Carvalho & J.A. Rosselló
- Limonium leprosorum Bogdanovic & Brullo
- Limonium leptolobum (Regel) Kuntze
- Limonium leptophyllum (Schrenk) O. Kuntze
- Limonium lessingianum Lincz.
- Limonium letourneuxii (Batt.) Greuter & Burdet
- Limonium liberianum Bogdanovic & Brullo
- Limonium liburnicum Bogdanovic & Brullo
- Limonium lilacinum (Boiss. & Bal.) Wagenitz
- Limonium lilybaeum Brullo
- Limonium limbatum Small
- Limonium linifolium (L. fil.) Kuntze
- Limonium lobetanicum M. Erben
- Limonium lobinii N. Kilian & T. Leyens
- Limonium loganicum M.J. Ingrouille
- Limonium lojaconoi Brullo
- Limonium longebracteatum Erben
- Limonium lopadusanum Brullo
- Limonium lovricii Bogdanovic & Brullo
- Limonium lowei R.Jardim, M.Seq., Capelo, J.C.Costa & Rivas Mart.
- Limonium lucentinum Pignatti & Freitag
- Limonium macrophyllum (Brouss.) O. Ktze.
- Limonium macropterum (Webb & Berth.) O. Ktze.
- Limonium macrorhizon (Ledeb.) O. Kuntze
- Limonium magallufianum L. Llorens
- Limonium majoricum Pignatti
- Limonium majus (Boiss.) M. Erben
- Limonium malacitanum B. Diez Garretas
- Limonium malfatanicum Erben
- Limonium mansanetianum M. B. Crespo & Lledó
- Limonium marisolii L. Llorens
- Limonium maroccanum (Batt. & Trab.) Domina
- Limonium mateoi Erben & Arán
- Limonium maurocordatae (Schweinf. & Volk.) Cufod.
- Limonium mazarae Pignatti
- Limonium meandrinum Erben & Brullo
- Limonium melancholicum S. Brullo, C. Marceno & S. Romano
- Limonium melitense Brullo
- Limonium menigense S. Brullo & M. Erben
- Limonium merxmuelleri M. Erben
- Limonium messeniacum R. Artelari & G. Kamari
- Limonium meyeri (Boiss.) O. Kuntze
- Limonium michelsonii Lincz.
- Limonium microcycladicum Erben & Brullo
- Limonium migjornense L. Llorens
- Limonium milleri Ghaz. & J.R.Edm.
- Limonium milovicii Bogdanovic & Brullo
- Limonium minoicum Erben & Brullo
- Limonium minoricense M. Erben
- Limonium minus (Boiss.) Erben
- Limonium minutiflorum (Guss.) O. Kuntze
- Limonium minutum (L.) Chaz.
- Limonium monolithicum Erben & Brullo
- Limonium montis-christi M. Rizzotto
- Limonium morisianum P.V. Arrigoni
- Limonium mouretii (Pitard) Maire
- Limonium mouterdei Domina, Erben & Raimondo
- Limonium mucronatum (L. fil.) Chaz.
- Limonium mucronulatum (H. Lindb.) Greuter & Burdet
- Limonium multiceps (Pomel) Erben
- Limonium multiflorum Erben
- Limonium multiforme (Martelli) Pignatti
- Limonium multifurcatum Erben
- Limonium muradense M. Erben
- Limonium myrianthum (Schrenk) Kuntze
- Limonium narbonense Miller
- Limonium narynense I.A. Lincz.
- Limonium neapolense S. Brullo & M. Erben
- Limonium neocastellonense J. Fernández Casas
- Limonium neoscoparium Klokov
- Limonium normannicum Ingrouille
- Limonium nudum (Boiss. & Buhse) O. Kuntze
- Limonium nydeggeri M. Erben
- Limonium nymphaeum Erben
- Limonium oblanceolatum S. Brullo & M. Erben
- Limonium oblongifolium (Kotov) Tzvelev
- Limonium obtusifolium (Rouy) Erben - (Corse)
- Limonium occidentale (Lloyd) O. Kuntze
- Limonium ocymifolium (Poir.) O. Kuntze
- Limonium oligotrichum Erben & Brullo
- Limonium omissae Bogdanovic & Brullo
- Limonium optimae F.M. Raimondo
- Limonium opulentum (Lojac.) Brullo
- Limonium orellii M. Erben
- Limonium oristanum Alf.Mayer
- Limonium ornatum (Ball) O. Kuntze
- Limonium otolepis (Schrenk) Kuntze
- Limonium oudayense Sauvage & Vindt
- Limonium ovalifolium (Poir.) O. Kuntze
- Limonium ovczinnikovii I.A. Lincz. & A.P. Chukavina
- Limonium pachynense Brullo
- Limonium pagasaeum Erben & Brullo
- Limonium palmare (Sm.) Rech. fil.
- Limonium palmyrense (Post) Dinsm.
- Limonium pandatariae Pignatti
- Limonium panormitanum (Tod.) Pignatti
- Limonium papillatum (Webb & Berth.) Kuntze
- Limonium paradoxum Pugsley
- Limonium parosicum Erben & Brullo
- Limonium parvibracteatum Pignatti
- Limonium parvifolium (Tineo) Pignatti
- Limonium parvum M.J. Ingrouille
- Limonium patrimoniense P.V. Arrigoni & S. Diana - (Corse)
- Limonium paui Cámara & Sennen
- Limonium paulayanum (Vierh.) Ghaz. & J.R.Edm.
- Limonium pavonianum Brullo
- Limonium pectinatum (Ait.) Kuntze
- Limonium pelagosae Bogdanovic & Brullo
- Limonium perezii (Stapf) F.T. Hubbard ex L. H. Bailey
- Limonium pericotii (O. Bolòs & Vigo) Greuter & Burdet
- Limonium perplexum L. Sáez & J.A. Rosselló
- Limonium pescadense Greuter & Burdet
- Limonium peucetium Pignatti
- Limonium pharosianum Bogdanovic & Brullo
- Limonium phitosianum Artelari
- Limonium pigadiense (Rech. fil.) Rech. fil.
- Limonium pinillense R. Rosello & J.B. Peris
- Limonium planesiae Pignatti
- Limonium plurisquamatum Erben
- Limonium poimenum Ilardi, Brullo, D.Cusimano & G.Giusso
- Limonium pomelianum (Rouy) Erben
- Limonium pomoense Bogdanovic & Brullo
- Limonium pontium Pignatti
- Limonium ponzoi (Fiori & Beguinot) Brullo
- Limonium popovii Kubanskaya
- Limonium portopetranum M. Erben
- Limonium portovecchiense Erben
- Limonium postii Domina, Erben & Raimondo
- Limonium potaninii Ikonn.-Gal.
- Limonium preauxii (Webb & Berth.) O. Ktze.
- Limonium procerum (C.E. Salmon) M.J. Ingrouille
- Limonium proliferum (Dum.-Urv.) Erben & Brullo
- Limonium protohermaeum Arrigoni & Diana-Corrias
- Limonium pruinosum (L.) Chaz.
- Limonium pseudarticulatum M. Erben
- Limonium pseudebusitanum M. Erben
- Limonium pseudolaetum P.V. Arrigoni & S. Diana
- Limonium pseudominutum M. Erben - (Bouches-du-Rhône et Var)
- Limonium puberulum (Webb) O. Kuntze
- Limonium pujosii Sauvage & Vindt
- Limonium pulviniforme Arrigoni & Diana-Corrias
- Limonium punicum S. Brullo & M. Erben
- Limonium pusillum Erben & Brullo
- Limonium pylium P. Artelari
- Limonium pyramidatum S. Brullo & M. Erben
- Limonium quesadense M. Erben
- Limonium quinnii M.B.Crespo & Pena-Martín
- Limonium racemosum (Lojac.) Diana-Corrias
- Limonium raddianum (Boiss.) Pignatti ex S. Brullo
- Limonium ramosissimum (Poir.) Maire
- Limonium recticaule Erben & Brullo
- Limonium recurvum C. E. Salmon
- Limonium redivivum (Svent.) Kunkel & Sunding
- Limonium relicticum R.Mesa & A.Santos
- Limonium remotispiculum (Lacaita) Pignatti
- Limonium reniforme (Girard) Lincz.
- Limonium retirameum W. Greuter & Burdet
- Limonium retusum L. Llorens
- Limonium revolutum Erben
- Limonium rezniczenkoanum Lincz.
- Limonium rigualii M.B. Crespo & M. Erben
- Limonium romanum (Täckh. & Boulos) Domina
- Limonium roridum (Sibth. & Sm.) Brullo & Guarino
- Limonium rosselloi P.P.Ferrer, Roselló & E.Laguna
- Limonium rubescens S. Brullo & M. Erben
- Limonium ruizii (Font Quer) Fernández Casas
- Limonium rungsii Sauvage & Vindt
- Limonium salmonis (Sennen & Elias) Pignatti
- Limonium salsuginosum (Boiss.) Kuntze
- Limonium samium Erben & Brullo
- Limonium santapolense Erben
- Limonium saracinatum P. Artelari
- Limonium sarcophyllum Ghaz. & J.R.Edm.
- Limonium sardoum (Pignatti) Erben
- Limonium sareptanum (A. Becker) Gams
- Limonium sartorianum Erben & Brullo
- Limonium savianum S. Pignatti
- Limonium saxicolum M. Erben
- Limonium scabrum (Thunb.) Kuntze
- Limonium schinousae Erben & Brullo
- Limonium scopulorum M.B.Crespo & Lledó
- Limonium scorpioides M. Erben
- Limonium secundirameum (Lojac.) Brullo
- Limonium selinuntinum S. Brullo
- Limonium senkakuense T. Yamazaki
- Limonium serpentinicum R.Pino, Silva Pando & J.J.Pino
- Limonium serratum S. Brullo & M. Erben
- Limonium sibthorpianum (Guss.) O. Kuntze
- Limonium sieberi (Boiss.) O. Kuntze
- Limonium silvestrei Aparicio
- Limonium sinense (Girard) Kuntze
- Limonium sinisicum M. Erben
- Limonium sinuatum (L.) Miller
- Limonium sirinicum Erben & Brullo
- Limonium sitiacum Rech. fil.
- Limonium smithii Akaydin
- Limonium soboliferum M. Erben
- Limonium sokotranum (Vierh.) Radcliffe-Smith
- Limonium solanderi I.A. Lincz.
- Limonium sommierianum (Fiori) Arrigoni
- Limonium sougiae Erben & Brullo
- Limonium spathulatum (Desf.) O. Kuntze
- Limonium spectabile (Svent.) Kunkel & Sunding
- Limonium spreitzenhoferi Erben & Brullo
- Limonium squarrosum M. Erben
- Limonium stenophyllum M. Erben
- Limonium stenotatum (Rech. fil.) Erben & Brullo
- Limonium stocksii (Boiss.) O. Kuntze
- Limonium strictissimum (Salzm.) Arrigoni
- Limonium subanfractum Trinajstic
- Limonium subglabrum Erben
- Limonium subnudum Bogdanovic & Brullo
- Limonium subrotundifolium (Beguinot & Vacc.) Brullo
- Limonium sucronicum M. Erben
- Limonium suffruticosum (L.) Kuntze
- Limonium sulcitanum Arrigoni
- Limonium sundingii T. Leyens, W. Lobin, N. Kilian & M. Erben
- Limonium supinum (Girard) Pignatti
- Limonium sventenii A. Santos & M. Fernández
- Limonium syracusanum S. Brullo
- Limonium tabernense M. Erben
- Limonium tabulare Bogdanovic & Brullo
- Limonium tacapense S. Brullo & M. Erben
- Limonium taenari Erben & Brullo
- Limonium tamaricoides Bokhari
- Limonium tamarindanum M. Erben
- Limonium tarcoense P.V. Arrigoni & S. Diana - (Corse)
- Limonium tauromenitanum S. Brullo
- Limonium tenellum (Turcz.) Kuntze
- Limonium tenoreanum (Guss.) Pignatti
- Limonium tenuicaule M. Erben
- Limonium tenuiculum (Guss.) Pignatti
- Limonium tenuifolium (Moris) Erben
- Limonium tetragonum (Thunb.) Bullock
- Limonium teuchirae S. Brullo
- Limonium thaenicum S. Brullo & M. Erben
- Limonium tharrosianum Arrigoni & Diana-Corrias
- Limonium thiniense Erben
- Limonium thirae Erben & Brullo
- Limonium thouinii (Viv.) O. Kuntze
- Limonium tianschanicum Lincz.
- Limonium tibulatium S. Pignatti
- Limonium tineoi (Lojac.) Giardina & Raimondo
- Limonium tobarrense J.Moreno, Terrones, M.A.Alonso, Juan & M.B.Crespo
- Limonium todaroanum F.M. Raimondo & S. Pignatti
- Limonium toletanum M. Erben
- Limonium tomentellum (Boiss.) O. Kuntze
- Limonium tournefortii (Boiss.) Erben
- Limonium trachycladum Maire & Wilczek
- Limonium transwallianum (Pugsl.) Pugsl.
- Limonium tremolsii (Rouy) Erben
- Limonium trinajsticii Bogdanovic & Brullo
- Limonium tritonianum S. Brullo & M. Erben
- Limonium tuberculatum (Boiss.) O. Kuntze
- Limonium tubiflorum (Del.) O. Kuntze
- Limonium tunetanum (Barratte) Maire
- Limonium tyrrhenicum Arrigoni & Diana-Corrias
- Limonium ugijarense M. Erben
- Limonium ursanum M. Erben
- Limonium usticanum Giardina & Raimondo
- Limonium vaccarii Pignatti ex S. Brullo
- Limonium validum M. Erben
- Limonium vanandense Erben & Brullo
- Limonium vanense Kit Tan & Sorger
- Limonium velutinum Bogdanovic & Brullo
- Limonium vestitum (Salmon) Salmon
- Limonium viciosoi (Pau) Erben
- Limonium vigaroense Marrero Rodr. & R.S.Almeida
- Limonium vigoi L. Sáez, A. Curco & J.A. Rosselló
- Limonium viniolae P.V. Arrigoni & S. Diana
- Limonium virgatum (Willd.) Fourr.
- Limonium vravronense Erben & Brullo
- Limonium vulgare Miller - Lavande de mer
- Limonium wendelboi Bokhari
- Limonium wiedmannii M. Erben
- Limonium wrightii (Hance) Kuntze
- Limonium xerocamposicum Erben & Brullo
- Limonium xerophilum S. Brullo & M. Erben
- Limonium xiliense Erben & Brullo
- Limonium xipholepis (Baker) Hutchinson & E. A.Bruce
- Limonium zacynthium R. Artelari
- Limonium zankii Bogdanovic & Brullo
- Limonium zanonii (Pamp.) Domina
- Limonium zembrae S. Pignatti
- Limonium zeraphae S. Brullo
- Limonium zeugitanum S. Brullo & M. Erben